# Khan Asparuh
Khan Asparuh (en búlgaro, Хан Аспарух) es una película histórica búlgara de acción y drama de 1981 en tres partes que cuenta la historia de Khan Asparuh y los eventos relacionados con la fundación del estado medieval búlgaro en 681 d. C. Fue filmado y lanzado con motivo del 1300 aniversario de Bulgaria. La película fue seleccionada como la entrada búlgara a la Mejor Película Internacional en la 55.ª Premios de la Academia, pero no fue nominada.
El director es Ludmil Staikov, con Stoyko Peev como Asparuh, Antoniy Genov como Velisarius y Vanya Tsvetkova Pagane.
En 1984, la película se estrenó internacionalmente como 681 AD: The Glory of Khan en una versión editada en inglés de 92 minutos, en comparación con las 4½ horas originales. La versión ha recibido muchas críticas por no presentar bien toda la trama y centrarse en ciertos aspectos, cambiando así todo el sentido de la producción.

## Reparto
- Stoyko Peev como Khan Asparukh de Bulgaria
- Antony Genov como Velisarius
- Vassil Mihajlov como Khan Kubrat
- Vania Tzvetkova como Pagane
- Stefan Getsov como El Sacerdote Alto de Tangra
- Georgi Cherkelov como  Velisarius' padre
- Iossif Surchadzhiev como Constantino IV